# 滑剤
滑剤（かつざい）とは、粉末、固体、顆粒状の素材を加工する際に、素材と加工機、または、素材の粒子同士の摩擦を軽減させる目的で使用される添加剤である。素材と加工機との摩擦を軽減して加工機への付着を防ぐ性質を外部滑性、素材同士の摩擦を軽減して素材の流動性を確保する性質を内部滑性と細分する。なお、完成品に光沢を与える目的を含む場合には、滑沢剤（かったくざい）と呼ぶ場合も有る。いずれも流動性・離型性を高め、加工性を向上させるものの、それぞれには最適な添加濃度が存在し、加えれば加える程に良い結果が得られるわけではない。

## 日本語と英語の差異
日本語では、滑剤や滑沢剤と呼ばれるのに対して、その日本語と英語では1対1で対応しない。英語では、素材の流動化を促進する効果を有する物を「glidant」と呼び、滑性の効果を有する物を「lubricant」と呼び、付着を防ぐ効果を有する物を「antiadherent」と呼び、明確に区別する。なお「glidant」を日本語では「流動化剤」と呼ぶ場合も有る。

## 錠剤・錠菓
錠剤や錠菓を機械で打錠して製造する際に、原料となる粉末の流動性を高め、原料の製造装置への付着を防ぐと同時に、表面に光沢を与える目的で、ショ糖脂肪酸エステルやグリセリン脂肪酸エステルが使われる場合が有る。その他の滑沢剤としては、ステアリン酸、ステアリン酸マグネシウム、ステアリン酸カルシウム、タルクなどが、錠剤や食品用に用いられ得る。錠剤などは経口摂取されるため、合成樹脂など非食品用に用いられる物に比べて、生物に対する毒性の低さが求められる。また、医薬品の製剤の場合には、薬物のバイオアベイラビリティが変動すると効き方が変わる場合が有るために、問題を引き起こし得るわけだが、滑沢剤を過度に添加すると、消化管内において薬物が滑沢剤の表面に付着した状態を招く恐れが有る。そうなれば薬物の消化液中への溶出を遅延させる可能性が指摘されている。

## 製パン
流動パラフィンは日本では製パンの際に、離型剤として製造機材への付着を防止するために用いる場合が有る。日本以外では製パン以外にも用いられる場合が有る。なお、流動パラフィンは石油製品であり、しばしば石油製品中には発ガン物質が含まれているため、食品加工に用いる際には、充分に精製した物を用いる必要が有る。流動パラフィンに、例えば多環芳香族炭化水素の含有量に規制が設けられた理由は、これである。

## 合成樹脂の製造
合成樹脂成型時に、合成樹脂と加工機、また合成樹脂の粒子同士の摩擦を軽減する。炭化水素系、脂肪酸系、脂肪族アミド系、金属石鹸系などの滑剤が用いられる。通常は外部滑性と内部滑性のバランスを考慮し、複数の滑剤を併用する。ただし、食器や食品容器の製造に用いる滑剤に関しては、食品に使用する滑剤と同様に、生物に対して低毒性である事が要求される。

## 化学構造による滑剤の分類
炭化水素系
流動パラフィン、パラフィンワックス、合成ポリエチレンワックスなどが挙げられる。これらは代表的な外部滑剤である。炭化水素系の滑剤は、滑性効果こそ高いものの、ポリ塩化ビニルとの相性は良くない。
脂肪酸系
比較的安価かつ低毒性で、ステアリン酸などが、錠剤の打錠時などに最適な濃度で添加される。内部滑性を持つ。
高級アルコール系
比較的安価かつ低毒性で、ステアリルアルコールなどが用いられる。外部滑性を持つ。
脂肪族アミド系
分子内に脂肪酸とのアミド結合を有した化学構造をしている。これらは大きく、2つのグループに大別できる。1つ目は、ステアリン酸アミド、オレイン酸アミド、エルカ酸アミドなどの脂肪酸アミドである。これらはポリエチレンやポリプロピレンに使われるのに対して、熱安定性を低下させるためポリ塩化ビニルに使われる事例は稀である。もう1つは、メチレンビスステアリン酸アミド、エチレンビスステアリン酸アミドのアルキレン脂肪酸アミドである。これらはポリ塩化ビニルやポリスチレン、ABS樹脂に使われる。
金属石鹸系
金属石鹸のうち、主にステアリン酸金属塩が用いられる。ポリ塩化ビニル用安定剤であるが、滑性作用も持つ。ステアリン酸鉛・ステアリン酸亜鉛は外部滑性を持つ。ステアリン酸カルシウム・ステアリン酸マグネシウムは内部滑性を持つ。なお、ステアリン酸鉛などは毒性が高いため食品などには用いられない一方で、ステアリン酸カルシウムなどは毒性が低いため食品などにも用いられる。
エステル系
アルコールの脂肪酸エステルの、ステアリン酸モノグリセリドやステアリルステアレート、硬化油などが使われる。内部滑性と外部滑性を併せ持つ物も有る。
鉱物系
タルクや軽質無水ケイ酸などの粉末である。錠剤の打錠の際に、最適な濃度で添加される場合が有る。これらは内部滑性を持つ。